# Лук'янова Антоніна Олексіївна
Антоніна Олексіївна Лук'янова (нар. 3 липня 1956, селище Щербинівка, тепер Донецької області) — українська радянська діячка, бригадир овочівницької бригади радгоспу імені Калініна Харківського району Харківської області. Депутат Верховної Ради УРСР 10—11-го скликань.

## Життєпис
Освіта середня спеціальна.
У 1975—1988 роках — бригадир овочівницької бригади радгоспу імені Калініна селища Васищеве Харківського району Харківської області.
У 1988—1991 роках — бухгалтер радгоспу імені Калініна (колективного сільськогосподарського підприємства (КСП) «Червоний партизан») селища Васищеве Харківського району Харківської області.
У 1991—1995 роках — бригадир овочівницької бригади КСП «Червоний партизан» селища Васищеве Харківського району Харківської області.
Потім — на пенсії в селищі Васищеве Харківського району Харківської області.

## Нагороди
- медалі